# Ема Вотсон
Ема Шарлот Дјуер Вотсон (енгл. Emma Charlotte Duerre Watson; Париз, 15. април 1990) енглеска је глумица, манекенка и активисткиња.
Прославила се улогом Хермионе Грејнџер у филмовима из серијала Хари Потер у којима је наступала од 2001. до 2011. године. Пре тога, Вотсонова је глумила само у школским представама, а ова улога донела јој је светску славу и зараду у износу од преко десет милиона фунти. Током овог периода, такође је позајмила глас принцези Пеи у анимираном филму Прича о Деспероу и играла једну од главних улога у телевизијској серији Балетске ципелице, адаптацији истоименог романа Ноела Стретфилда. По завршетку филмског серијала Хари Потер, тумачила је споредне улоге у тинејџерским драмама Моја недеља са Мерилин (2011), Чарлијев свет (2012) и Блинг Ринг (2013), а појавила се и у апокалиптичној комедији Апокалипса у Холивуду где је тумачила улогу преувеличане себе, као и у епском филму Ноје (2014) Дарена Аронофског.
У периоду између 2011. и 2014. Вотсонова се паралелно бавила глумом и похађала Универзитет Браун, где је маја 2014. године дипломирала енглеску књижевност. Исте године, освојила је награду Британске академије филмске и телевизијске уметности за британског уметника године и именована је за амбасадорку добре воље иницијативе Уједињених нација за женска права под називом UN Women. У септембру 2014. учествовала је у покретању кампање HeForShe чији је циљ укључивање мушкараца у борбу за родну равноправност.
Вотсонова се такође бави манекенством – била је заштитно лице компанија Burberry и Lancôme и учествовала је у креирању модне колекције за организацију People Tree.

## Биографија

### Детињство, младост и образовање
Ема Вотсон је рођена 15. априла 1990. године у Паризу, у Француској, као ћерка енглеских правника Жаклин Лузби и Криса Вотсона. До своје пете године живела је у Мезон-Лафиту, близу Париза. Њени родитељи су се раздвојили кад је била мала, а након њиховог развода, Вотсонова се преселила у Енглеску, где је са мајком живела у Оксфордширу, а викенде проводила код оца у Лондону. Ема Вотсон је изјавила да говори помало француски, мада „не тако добро” као некада. Након пресељења у Оксфорд са мајком и братом, похађала је школу Дрегон у Оксфорду и тамо остала до 2003. године. Од шесте године је желела да постане глумица, и обучавала се у оксфордском огранку школе Stagecoach Theatre Arts, позоришној школи где је учила певање, плес и глуму.
До десете године, Вотсонова је глумила у разним школским представама, укључујући Arthur: The Young Years и The Happy Prince, али никада није имала професионалну улогу пре серије о Харију Потеру. Након школе Дрегон, пребацила се у школу Хедингтон у Оксфорду. Док су снимали филмове, она и њени вршњаци тренирали су и по пет сати дневно. У јуну 2006. године полагала је испите за средњу школу из десет предмета, а маја 2007. је похађала напредне курсеве енглеског језика, географије, уметности и историје уметности. Следеће године је напустила историју уметности како би се фокусирала на остала три курса, добивши највишу оцену из сваког од њих.
Након средње школе, направила је једногодишњу паузу како би снимала филм Хари Потер и реликвије Смрти. Ипак, Вотсонова је рекла да намерава да настави школовање након завршетка снимања и касније потврдила да је изабрала Универзитет Браун у Провиденсу у Роуд Ајленду. У марту 2011. године, после 18 месеци на универзитету, најавила је да је одложила своје испите за „семестар или два”,, иако је као студент на размени похађала колеџ Вустер у Оксфорду током академске године 2011/12.
Вотсонова је у интервјуу са Еленом Деџенерес непосредно пре матуре рекла да јој је, уместо четири, требало пет година да заврши факултет, јер је због свог глумачког рада паузирала цела два семестра. Дана 25. маја 2014. године дипломирала је на Универзитету Браун са дипломом енглеске књижевности. Године 2013. добила је сертификат за подучавање јоге и медитације. Као део ове потврде, похађала је курс медитације у канадској установи, у коме станарима није дозвољено да причају, како би „схватили како је бити кући сам са собом”. Она је за Ел Аустралија (енгл. Elle Australia) навела да неизвесна будућност значи пронаћи „начин да се увек осећам сигурно и код куће у себи. Јер се никад не могу ослонити на физичко место”.

## Каријера

### 1999–2003: Почеци и пробој
Године 1999. започео је кастинг за филм Хари Потер и камен мудрости, адаптацију најпродаванијег романа британске ауторке Џ. К. Роулинг. Агенти су пронашли Вотсонову преко њеног учитеља у Оксфорду, а продуценти су били импресионирани њеним самопоуздањем. Након осам аудиција, продуцент Дејвид Хајнман је одабрао Вотсонову и њене колеге Данијела Радклифа и Руперта Гринта да тумаче улоге школских пријатеља Хермиону Грејнџер, Харија Потера и Рона Визлија, редом. Роулингова је подржала Вотсонову још од њеног првог кастинга.
Хари Потер и камен мудрости, који је изашао 2001. године, био је филмски деби Вотсонове. Филм је оборио рекорде у продаји на отварању и током прве недеље и био је најпродаванији филм 2001. године. Критичари су хвалили наступе три водеће улоге, често издвајајући Вотсонову због њене посебно добре глуме; Дејли телеграф (енгл. The Daily Telegraph) њен наступ је назвао „изврсним”, а IGN је рекла да је „украла шоу”. Вотсонова је номинована за пет награда за свој наступ у овом филму, освојивши награду за младог уметника за водећу младу глумицу.
Годину дана касније, Ема Вотсон је поново играла улогу Хермионе у филму Хари Потер и Дворана тајни, другом филму из серијала о Харију Потеру. Рецензенти су похвалили наступе главних глумаца. Лос Анђелес тајмс (енгл. The Los Angeles Times) рекао је да су Вотсонова и њени вршњаци сазрели између филмова, док је Тајмс (енгл. The Times) критиковао режисера Криса Коламбуса због тога што изузетно популаран лик кога је Вотсонова тумачила није добио довољно времена на екрану. Вотсонова је за своју улогу добила награду Ото немачког часописа Браво.

### 2004–2011:Хари Потери друге улоге
Године 2004. изашао је филм Хари Потер и затвореник из Аскабана. Вотсонова је била задовољна тиме што је лик Хермионе у овом филму имао већу присутност, називајући свој лик „харизматичним” и улогу „фантастичном”. Док су критичари лоше оценили Радклифову глуму, назвавши је „укоченом”, Вотсонова је добила похвале; Њујорк тајмс је похвалио њену глуму, рекавши да је: „на срећу, накострешеност гђице Вотсон засенила неупечатљивост господина Радклифа. Хари може показати своје велике чаробњачке вештине... али Хермиона... она је зарадила најгласнији аплауз због свог одлучног немагичног ударца у нос Драка Мелфоја.” Иако је Затвореник из Аскабана зарадио најмање новца у читавом серијалу о Харију Потеру, Вотсонова је за своју глуму освојила две награде Ото и награду награду Тотал филма за дечји наступ године.
Са филмом Хари Потер и ватрени пехар (2005), и Вотсонова и серијал о Харију Потеру достигли су нове прекретнице. Филм је поставио рекорде за викенд отварања, како у Сједињеним Државама, тако и у Великој Британији. Критичари су похвалили све већу зрелост Вотсонове и њених колега; Њујорк тајмс назвао је њен наступ „дирљиво искреним”. За Вотсонову, велики део хумора филма произашао је из напетости међу три главна лика како су сазревали. Рекла је: „Свиделе су ми се све те свађе... Мислим да је много реалније да се они свађају и да постоје проблеми међу њима”. За своју улогу у овом филму била је номинована за три награде, а освојила је и бронзану Ото награду. Касније те године, Вотсонова је постала најмлађа особа која се појавила на насловној страни Тин Вога (енгл. Teen Vogue), а на насловници се опет појавила у августу 2009. године. Ема је током 2006. играла Хермиону у Краљичиној ташни (енгл. The Queen's Handbag), посебној мини епизоди о Харију Потеру снимљеној у знак прославе 80. рођендана краљице Елизабете II.
Пети филм из франшизе о Харију Потеру, Хари Потер и Ред феникса, изашао је 2007. године. Филм је био веома успешан у погледу зарада и поставио је рекорде широм света, те за први викенд приказивања зарадио 332,7 милиона долара. Вотсонова је освојила Националну награду за филм за најбољу женску улогу. Како се слава глумице и саме серије наставила, Вотсонова и њене колеге из франшизе, Данијел Радклиф и Руперт Гринт, оставили су отиске руку, ногу и штапића испред Граумановог кинеског театра у Холивуду 9. јула 2007. године.
Ема Вотсон је, према наводима из јула 2007. године, за свој рад у серијалу о Харију Потеру зарадила више од 10 милиона фунти, а чак је и сама признала да више никада неће морати да ради како би зарадила новац. У марту 2009. године заузела је 6. место на Форбсовој листи „Највреднијих младих звезда”, а у фебруару 2010. проглашена је за најплаћенију женску холивудску звезду, пошто је у претходној години зарадила око 19 милиона фунти.
Упркос успеху Харија Потера и Реда феникса, будућност франшизе о Харију Потеру доведена је у питање, јер су се сва три главна глумца устручавала да се прихвате снимања последња два дела. Радклиф је на крају потписао за финалне филмове 2. марта 2007. године, али је Вотсонова била знатно неодлучнија. Објаснила је да је одлука била значајна, будући да је прихватање снимања значило посвећеност улози наредне четири године, али на крају је признала да „никада није могла напустити улогу Хермионе”, потписујући за улогу 23. марта 2007. године.
Прва улога коју је Ема Вотсон глумила ван франшизе о Харију Потеру била је у Би-Би-Сијевом филму Балетске ципеле (енгл. Ballet Shoes), који представља адаптацију истоименог романа Ноела Стретфилда. Редитељка филма, Сандра Голдбахер, прокоментарисала је да је Вотсонова „савршена” за главну улогу амбициозне глумице Полин Фосил: „Она има продорну, нежну ауру због које желите да зурите и зурите у њу”. Балетске ципеле су биле емитоване у Великој Британији други дан Божића 2007. године (26. децембар) када их је погледало 5,7 милиона гледалаца, а филм је наишао на подељена мишљења критике.
Вотсонова је свој глас позајмила принцези Пеи у анимираном филму Прича о Деспероу (енгл. The Tale of Despereaux), дечјој комедији у којој гласове позајмљују и Метју Бродерик, као и глумац из франшизе о Харију Потеру — Роби Колтрејн (који је у франшизи тумачио Рубеусa Хaгрида). Анимирани филм је објављен у децембру 2008. године и зарадио је 87 милиона долара широм света.
Снимање шестог филма о Харију Потеру почело је крајем 2007. године, а Вотсонова је свој део снимала од 18. децембра до 17. маја 2008. године. Хари Потер и полукрвни принц је премијерно приказан 15. јула 2009. године, иако је првобитно најављен за новембар 2008. године. С главним глумцима који су сада у касним тинејџерским годинама, критичари су били све спремнији да их коментаришу и третирају на исти начин као и остатак филмске поставе, а Лос Анђелес тајмс је глумачку тројку описао као „свеобухватан водич за савремену глуму у Великој Британији”. Вошингтон пост (енгл. The Washington Post) сматрао је да је Вотсонова имала „[свој] најзанимљивији наступ до сада”, док је Дејли телеграф (енгл. The Daily Telegraph) описао главне глумце као „новоослобођене и пуне енергије, жељне да дају све од себе за последње филмове из серијала”. Децембра 2008. године, Вотсонова је изјавила да жели да почне са студијама након што заврши са снимањем серијала о Харију Потеру.
Ема Вотсон је свој део снимања последњег филма из серијала, Хари Потер и реликвије смрти, започела 18. фебруара 2009. године и завршила 12. јуна 2010. године. Из финансијских и сценаријских разлога оригинална књига је подељена у два филма која су снимана узастопно. Хари Потер и реликвије Смрти: Први део објављен је у новембру 2010. године, док је други део објављен у јулу 2011. године. Други део реликвија смрти добио је веома позитивне критике и имао велики успех у биоскопима. Као филм са највећом зарадом у франшизи, он је прикупио више од 1,3 милијарде долара широм света и показао се као комерцијално најуспешнији филм Вотсонове досад.
Она се такође појавила у музичком споту групе One Night Only, након што је упознала певача Џорџа Крега током рекламне кампање за зимску/летњу Барбери кампању 2010. године. Видео за песму Say You Don't Want It премијерно је приказан на Каналу 4 26. јуна 2010. године, а објављен је 16. августа. Вотсонова се појавила у филму Моја недеља са Мерилин (енгл. My Week with Marilyn), што је био њен први филм након серијала о Харију Потеру. У филу је је тумачила Луси, помоћницу у гардероби са којом је у вези главни лик, Колин Кларк.

### 2012—данас
У мају 2010. године, било је помена да је Вотсонова у преговорима за улогу у Чарлијевом свету (енгл. The Perks of Being a Wallflower), филмској адаптацији истоименог романа из 1999. године. Преговори су били успешни и снимање је почело на лето 2011. године, а филм је објављен у септембру 2012. године.
У филму Блинг Ринг (енгл. The Bling Ring, 2013) Вотсонова је глумила Ники. Филм је заснован на стварним пљачкама Блинг Ринга, при чему је Вотсонова глумила измишљену верзију Алексис Најерс, телевизијске личности која је била једна од седам тинејџера који су били уплетени у пљачке. Иако је филм углавном наишао на подељена мишљења критике, критичари су готово једногласно похвалили наступ Вотсонове. Она је након тога тумачила и споредну улогу у апокалиптичкој комедији Апокалипса у Холивуду (енгл. This Is the End, 2013), у којој су она, Сет Роген, Џејмс Франко и многи други играли „преувеличане верзије себе”. Вотсонова је навела да није могла да пропусти прилику да по први пут глуми у комедији и да „сарађује са неким од најбољих комичара данашњице”.
У јуну 2012. године, потврђено је да ће Ема Вотсон глумити Илу у филму Ноје Дарена Аронофског. Снимање је започето већ следећег месеца, а филм је објављен у марту 2014. године. У марту 2013. године објављено је да је Вотсонова у преговорима за насловну улогу у Дизнијевој адаптацији Пепељуге. Кенет Брана је ангажован за режисера ове адаптације, док је Кејт Бланшет пристала да глуми злу маћеху. Вотсоновој је понуђена улога, али је на крају исту одбила јер се није повезала са ликом. Улога је на крају припала Лили Џејмс.
У октобру 2013. године, British GQ је Вотсонову прогласио за Жену године. Истог месеца нашла се на врху анкете читалаца о најсекси филмским звездама 2013. године, победивши Скарлет Јохансон и Џенифер Лоренс у женском делу ове анкете у којој је гласало више од 50.000 филмских фанова, док је Бенедикт Камбербеч однео победу у мушком делу.
Вотсонова је, уз Џуди Денч, Роберта Даунија Џуниора, Мајка Лија, Џулију Луј-Драјфус и Марка Рафала, била једна од добитница награде Британија 2014. године. Награду је добила у категорији британски уметник године и посветила је Мили, свом љубимцу хрчку који је умро док је Вотсонова снимала филм Хари Потер и камен мудрости. Вотсонова је током 2015. године глумила у два филма — у трилеру Колонија (енгл. Colonia) уз Данијела Брила и Мајкла Најквиста; као и у Регресији (енгл. Regression) Алехандра Аменабара, заједно са Итаном Хоком и њеним колегом из серијала о Харију Потеру Дејвидом Тјулисом. Оба филма су добила углавном негативне критике. Такође се појавила у епизоди серије Викар из Диблија (енгл. The Vicar of Dibley), у којој је играла велечасну Ајрис. У фебруару 2016. године, Вотсонова је објавила да ће се на годину дана повући из света глуме. Планирала је да утроши време на свој „лични развој” и рад на женским правима.
Вотсонова је играла Лепотицу у Дизнијевој адаптацији Лепотице и звера из 2017. године у режији Била Кондона, у којој је Ден Стивенс тумачио Звер. Филм је зарадио преко 1,2 милијарде долара и био други филм са највећом зарадом током 2017. године, једини испред њега био је филм Ратови звезда: Последњи џедај, а такође је доспео на 14. место филмова са највећом зарадом свих времена. Њен хонорар био је унапред дефинисан и износио је три милиона долара, а учешће у добити донело јој је још 15 милиона долара. Касније те године, она је заједно са Томом Хенксом глумила у филмској адаптацији романа Круг (енгл. The Circle) Дејва Егерса, у којој глуми Ме Холанд, младу радницу која добија посао у моћној интернет корпорацији, само да би се нашла у опасној ситуацији која се тиче приватности, надзора и слободе.
Године 2019. Вотсонова је глумила Мег Марч (замењујући Ему Стоун, која је одустала од филма због сукоба око термина) у филмској адаптацији Мале жене на основу истоименог романа. Глумила је заједно са Серше Ронан, Мерил Стрип, Тимотијем Шаламетом, Лауром Дерн и Крисом Купером. Филм је имао доста успеха, а био је номинован за шест Оскара, између осталог најбољи филм, најбољу главну и споредну глумицу и најбољи адаптирани сценарио.

### Моделинг и мода
Године 2005. Вотсонова је започела своју каријеру у манекенству и то фотографисањем за Тин Вог (енгл. Teen Vogue), поставши најмлађа особа која се икада појавила на насловници овог часописа. Три године касније британска штампа је известила да је Вотсонова требало да замени Киру Најтли као лице модне куће Шанел (енгл. Chanel), али су то обе стране демантовале. У јуну 2009. године, након вишемесечних гласина, Вотсонова је потврдила да ће бити партнер Барберија (енгл. Burberry) као заштитно лице њихове кампање за јесен/зиму 2009. године, за коју је, према проценама, добила шестоцифрени износ. Такође се појавила у Барберијевој кампањи за пролеће/лето 2010. године заједно са својим братом Алексом, музичарима Џорџом Крегом и Метом Гилмуром и моделом Максом Хардом. У фебруару 2011. године Вотсонова је добила награду Стилска икона године коју јој је уручила Вивијен Вествуд из Ела (енгл. Elle). Вотсонова је наставила да се бави модним оглашавањем када је у марту 2011. године објавила да је изабрана за заштитно лице Ланкома (фр. Lancôme).
У септембру 2009. године, Вотсонова је најавила своје учешће на модном сајму Пипл трија (енгл. People Tree). Она је радила као креативни саветник у креирању пролећне линије одеће, која је објављена у фебруару 2010. године; асортиман садржи стилове инспирисане јужном Француском и Лондоном. Тајмс је колекцију описао као „веома довитљиву”, упркос њиховој „потајној нади да ће се [Вотсонова] упетљати на првој препреци”. Колекција је била популарна и објављивана у часописима попут Тин Вога, Космополитена (енгл. Cosmopolitan) и Пипла (енгл. People). Вотсонова, која није била плаћена за сарадњу, признала је да је конкуренција за асортиман минимална, али је тврдила да је „мода одличан начин за оснаживање људи и стицање вештина; уместо давања новца у добротворне сврхе можете помагати људима куповином одеће коју праве и подржавати ствари којима се поносе”; додајући: „Мислим да млади попут мене постају све свеснији хуманитарних питања која се тичу брзе моде и желе да донесу добре одлуке, али нема много опција.” Вотсонова је наставила да суделује у модном сајму Пипл трија, па је током 2010. године издала колекцију за јесен/зиму.
Вотсонова је награђена за најбољи британски стил на додели Британских модних награда 2014. године. На такмичењу су, између осталих, учествовали и Дејвид Бекам, Амал Клуни, Кејт Мос и Кира Најтли.

## Рад на пољу права жена
Вотсонова је, у оквиру своје ангажованости на промоцији образовања за девојчице, посетила Бангладеш и Замбију. У јулу 2014. године изабрана је за амбасадора добре воље Уједињених нација. Септембра исте године, видно нервозна Вотсонова у свом говору апеловала је на седиште Уједињених нација у Њујорку да покрену кампању Уједињених нација за жене под називом HeForShe, која би позивала мушкарце да се залажу за родну равноправност. У том говору је навела да је почела испитивати родне претпоставке са својих осам година, када су је називали особом са „заповедничким” манирима (особина коју је сама Вотсонова приписала томе да је била „перфекциониста”), док дечаци нису имали ту особину, као и са 14 година када је била „сексуализована од стране одређених медија”. Вотсонова је у говору такође феминизам назвала „уверењем да мушкарци и жене треба да имају једнака права и могућности” и изјавила да је перцепција „мушка мржња” нешто што „мора престати”. Касније је Вотсонова рекла да је добила претње у року од 12 сати од одржавања говора, што ју је додатно „разбеснело... Ако су покушавали да ме удаље (од рада на правима жена), учинили су супротно. Године 2015. Малала Јусафзаи је навела Ему Вотсон као инспирацију да и она започне рад на пољу феминизма, хвалећи њен говор из 2014.
Такође у септембру, Вотсонова је посетила Уругвај — прву земљу као амбасадорка добре воље Ју-Ен Вимина (енгл. UN Women), где је одржала говор у коме је истакла потребу за политичким учешћем жена. У децембру, Фондација за жене (енгл. Ms. Foundation for Women) именовала је Вотсонову за феминистичку јавну личност 2014. године путем анкете на интернету. Вотсонова је такође одржала говор о родној равноправности у јануару 2015. године, на годишњем зимском састанку Светског економског форума.
Вотсонова је заузела прво место на листи ЕскМена (енгл. AskMen) под називом „99 истакнутих жена у 2015. години” због тога што је „потурила своја леђа” у борби за права жена. Дан након што је напунила 25 година, Вотсонова се нашла на 26. месту на листи најутицајнијих људи на свету Тајм 100 (енгл. Time 100), што је било њено прво појављивање на тој листи. Џил Абрамсон, бивша уредница Њујорк тајмса (енгл. New York Times), као разлог за то навела је да се Вотсонова „храбро и паметно прихватила феминизма” и напор да се мушкарци укључе назвала је „освежавајућим”.
У јануару 2016. Ема Вотсон покренула је феминистички књижевни клуб на Гудридсу (енгл. Goodreads) под називом Наша заједничка полица (енгл. Our Shared Shelf). Циљ клуба је дељење феминистичке идеје и подстицање дискусије о овој теми. Једна књига се бира месечно и о њој се дискутује у последњој недељи тог месеца. Прва књига која је била изабрана била је књига Глорије Стајнем Мој живот на путу (енгл. My Life on the Road), са којом је Ема Вотсон 24. фебруара разговарала на How to: Academy in London.
Медији су марта 2017. године критиковали Ему Вотсон због фотографије коју је објавио Венити Фер (енгл. Vanity Fair), а на којој су јој груди делимично видљиве; неки су је у медијима оптужили за лицемерје. Вотсонова је била збуњена зазором, тврдећи да феминизам „није штап којим се туку друге жене”, већ уместо тога говори о слободи, ослобађању и једнакости, коментаришући „Заиста не видим какве везе имају моје сисе са тим”.
У јулу 2019. године, Вотсонова је учествовала у покретању линије за правни савет за људе који су претрпели сексуално узнемиравање на послу. Правни савет пружа Права жена (енгл. Rights of Women), добротворна организација која помаже женама својим познавањем закона.

## Приватан живот
Док је радила на филму Ноје (енгл. Noah), Вотсонова је на питање о вероисповести одговорила описавши себе као духовног универзалисту.
Према подацима из 2016, Вотсонова се помиње у Панамским папирима као једна од познатих личности која поседује офшор рачуне. Офшор рачуни Вотсонове налазе се у Британским Девичанским Острвима на Карибима.
Мараи Лараси, активисткиња на тему насиља над женама, била је њен гост на 75. додели награда Златни глобус у 2018. години.

## Филмографија

### Филм
| Год.  | Наслов                                  | Оригинални наслов | Улога             | Режисер(и)                 | Напомене |
| ----- | --------------------------------------- | ----------------- | ----------------- | -------------------------- | -------- |
| 2001. | Хари Потер и Камен мудрости             |                   | Хермиона Грејнџер | Крис Колумбус              |          |
| 2002. | Хари Потер и Дворана тајни              |                   | Хермиона Грејнџер | Крис Колумбус              |          |
| 2004. | Хари Потер и затвореник из Аскабана     |                   | Хермиона Грејнџер | Алфонсо Куарон             |          |
| 2005. | Хари Потер и ватрени пехар              |                   | Хермиона Грејнџер | Мајк Њуел                  |          |
| 2007. | Хари Потер и Ред феникса                |                   | Хермиона Грејнџер | Дејвид Јејтс               |          |
| 2007. | Прича о Деспероу                        |                   | принцеза Пи       | Сем Фел Роберт Стивенхаген | глас     |
| 2009. | Хари Потер и Полукрвни принц            |                   | Хермиона Грејнџер | Дејвид Јејтс               |          |
| 2010. | Хари Потер и реликвије смрти: Први део  |                   | Хермиона Грејнџер | Дејвид Јејтс               |          |
| 2011. | Хари Потер и реликвије смрти: Други део |                   | Хермиона Грејнџер | Дејвид Јејтс               |          |
| 2011. | Моја недеља са Мерилин                  |                   | Луси              | Сајмон Кертис              |          |
| 2012. | Чарлијев свет                           |                   | Сем               | Стивен Чбоски              |          |
| 2013. | Апокалипса у Холивуду                   |                   | глуми себе        | Сет Роген Иван Голдберг    |          |
| 2013. | Блинг Ринг                              |                   | Ники Мур          | Софија Копола              |          |
| 2014. | Ноје                                    |                   | Ила               | Дарен Арофонски            |          |
| 2015. | Регресија                               |                   | Анџела Греј       | Алехандро Аменабар         |          |
| 2016. | Колонија                                |                   | Лена              | Флоријан Галенбергер       |          |
| 2017. | Лепотица и Звер                         |                   | Бел               | Бил Кондон                 |          |
| 2017. | Круг                                    |                   | Меј               | Џејмс Понсолт              |          |
| 2019. | Мале жене                               |                   | Мег Марч          | Грета Гервиг               |          |

### Телевизија
| Год.  | Наслов                                        | Оригинални наслов                                 | Улога          | Напомене                      |
| ----- | --------------------------------------------- | ------------------------------------------------- | -------------- | ----------------------------- |
| 2007. | Балетске ципелице                             |                                                   | Полин Фосил    | ТВ филм                       |
| 2015. | Викар из Диблија                              | The Vicar of Dibley                               | Реверенд Ајрис | Епизода: The Bishop of Dibley |
| 2022. | Хари Потер 20. годишњица: Повратак у Хогвортс | Harry Potter 20th Anniversary: Return to Hogwarts | саму себе      | специјал окупљања             |

### Музички видео
| Год.  | Наслов                | Улога | Извођач(и)     |
| ----- | --------------------- | ----- | -------------- |
| 2010. | Say You Don't Want It | Лејди | One Night Only |

## Награде и номинације
| Год. | Организација                                      | Награда                                                                                                 | Филм                                     | Резултат       | Реф.            |
| ---- | ------------------------------------------------- | --- | ---------------------------------------- | -------------- | --------------- |
| 2002 | Награда Сатурн                                    | Најбољи млади глумац                                                                                    | Хари Потер и Камен мудрости              | Номинација     | [ 139 ]         |
| 2002 | Награда Емпајр                                    | Најбољи деби (поделила са Данијелом Радклифом и Рупертом Гринтом)                                       | Хари Потер и Камен мудрости              | Номинација     | [ 140 ]         |
| 2002 | Награда Млади уметник                             | Најбоља улога у играном филму – Главна млада глумица                                                    | Хари Потер и Камен мудрости              | Освојено       | [ 38 ]          |
| 2002 | Награда Млади уметник                             | Најбоља филмска постава у играном филму (поделила са Рупертом Гринтом и Томом Фелтоном)                 | Хари Потер и Камен мудрости              | Номинација     | [ 38 ]          |
| 2005 | Филмска награда по избору критичара               | Најбоља млада глумица                                                                                   | Хари Потер и Затвореник из Аскабана      | Номинација     | [ 141 ]         |
| 2006 | Филмска награда по избору критичара               | Најбоља млада глумица                                                                                   | Хари Потер и Ватрени пехар               | Номинација     | [ 141 ]         |
| 2006 | Аустралијска награда по избору деце               | Омиљена женска филмска звезда                                                                           | Хари Потер и Ватрени пехар               | Номинација     | [ 142 ]         |
| 2006 | МТВ филмске награде                               | Најбољи тим на екрану                                                                                   | Хари Потер и Ватрени пехар               | Номинација     | [ 49 ]          |
| 2007 | Национална награда за филм                        | Најбоља женска улога                                                                                    | Хари Потер и Ред феникса                 | Освојено       | [ 143 ]         |
| 2008 | Награда Емпајр                                    | Најбоља глумица                                                                                         | Хари Потер и Ред феникса                 | Номинација     | [ 144 ]         |
| 2010 | Награда по избору народа                          | Најбољи тим на малим екранима                                                                           | Хари Потер и Полукрвни принц             | Номинација     | [ 145 ]         |
| 2010 | МТВ филмске награде                               | Најбоља женска улога                                                                                    | Хари Потер и Полукрвни принц             | Номинација     | [ 146 ]         |
| 2010 | Награда по избору тинејџера                       | Најбоља глумица: фантастика                                                                             | Хари Потер и Полукрвни принц             | Номинација     | [ 147 ]         |
| 2011 | Награда уметничког филмског фестивала у Каприју   | Награда за најбољу филмску поставу                                                                      | Моја недеља са Мерилин                   | Освојено       | [ 148 ]         |
| 2011 | Аустралијска награда по избору деце               | Омиљена глумица                                                                                         | Хари Потер и реликвије Смрти (први део)  | Номинација     | [ 149 ]         |
| 2011 | Награда по избору народа                          | Омиљена филмска звезда (млађа од 25 година)                                                             | Хари Потер и реликвије Смрти (први део)  | Номинација     | [ 150 ]         |
| 2011 | Награда Емпајр                                    | Најбоља глумица                                                                                         | Хари Потер и реликвије Смрти (први део)  | Номинација     | [ 151 ]         |
| 2011 | Национална награда за филм                        | Улога године                                                                                            | Хари Потер и реликвије Смрти (први део)  | Номинација     | [ 152 ]         |
| 2011 | МТВ филмске награде                               | Најбоља женска улога                                                                                    | Хари Потер и реликвије Смрти (први део)  | Номинација     | [ 153 ]         |
| 2011 | МТВ филмске награде                               | Најбољи пољубац (поделила са Данијелом Радклифом)                                                       | Хари Потер и реликвије Смрти (први део)  | Номинација     | [ 153 ]         |
| 2011 | МТВ филмске награде                               | Најбоља борба (поделила са Данијелом Радклифом, Рупертом Гринтом, Арбеном Барјактарајем и Родом Хантом) | Хари Потер и реликвије Смрти (први део)  | Номинација     | [ 153 ]         |
| 2011 | Награда по избору тинејџера                       | Најбоља глумица: сај-фај/фантастика                                                                     | Хари Потер и реликвије Смрти (први део)  | Освојено       | [ 154 ]         |
| 2011 | Награда по избору тинејџера                       | Најбољи пољубац (поделила са Данијелом Радклифом)                                                       | Хари Потер и реликвије Смрти (први део)  | Освојено       | [ 154 ]         |
| 2011 | Награда по избору тинејџера                       | Избор летњег филма: Глумица                                                                             | Хари Потер и реликвије Смрти (други део) | Освојено       | [ 154 ]         |
| 2012 | Аустралијска награда по избору деце               | Омиљена глумица                                                                                         | Хари Потер и реликвије Смрти (други део) | Номинација     | [ 155 ]         |
| 2012 | Награда по избору народа                          | Најбоља филмска постава                                                                                 | Хари Потер и реликвије Смрти (други део) | Освојено       | [ 156 ]         |
| 2012 | Награда по избору народа                          | Најбоља филмска звезда (млађа од 25 година)                                                             | Хари Потер и реликвије Смрти (други део) | Номинација     | [ 156 ]         |
| 2012 | Награда Сатурн                                    | Најбоља споредна глумица                                                                                | Хари Потер и реликвије Смрти (други део) | Номинација     | [ 157 ]         |
| 2012 | МТВ филмске награде                               | Најбоља женска улога                                                                                    | Хари Потер и реликвије Смрти (други део) | Номинација     | [ 158 ]         |
| 2012 | МТВ филмске награде                               | Најбољи пољубац (поделила са Рупертом Гринтом)                                                          | Хари Потер и реликвије Смрти (други део) | Номинација     | [ 158 ]         |
| 2012 | МТВ филмске награде                               | Најбоља постава (поделила са Данијелом Радклифом, Рупертом Гринтом и Томом Фелтоном)                    | Хари Потер и реликвије Смрти (други део) | Освојено       | [ 158 ]         |
| 2012 | Награда Удружења филмских критичара из Сан Дијега | Најбоља споредна глумица                                                                                | Чарлијев свет                            | Освојено       | [ 159 ]         |
| 2012 | Награда Удружења филмских критичара из Сан Дијега | Најбоља филмска постава                                                                                 | Чарлијев свет                            | Освојено       | [ 159 ]         |
| 2012 | Награда Удружења филмских критичара из Бостона    | Најбоља споредна глумица                                                                                | Чарлијев свет                            | Другопласирана | [ 160 ]         |
| 2013 | Награда по избору народа                          | Најбоља глумица у драми                                                                                 | Чарлијев свет                            | Освојено       | [ 161 ]         |
| 2013 | МТВ филмске награде                               | Најбоља женска улога                                                                                    | Чарлијев свет                            | Номинација     | [ 162 ]         |
| 2013 | МТВ филмске награде                               | Најбољи пољубац (поделила са Логаном Лерманом)                                                          | Чарлијев свет                            | Номинација     | [ 162 ]         |
| 2013 | МТВ филмске награде                               | Најбољи музички моменат (поделила са Логаном Лерманом и Езром Милер)                                    | Чарлијев свет                            | Номинација     | [ 162 ]         |
| 2013 | МТВ филмске награде                               | МТВ пионирска награда                                                                                   | Чарлијев свет                            | Освојено       | [ 162 ]         |
| 2013 | Награда по избору тинејџера                       | Најбоља глумица у драми                                                                                 | Чарлијев свет                            | Освојено       | [ 163 ]         |
| 2013 | Награда по избору тинејџера                       | Најбољи пољубац (поделила са Логаном Лерманом)                                                          | Чарлијев свет                            | Номинација     | [ 163 ]         |
| 2013 | Награда по избору тинејџера                       | Стилска икона                                                                                           | Н/Д                                      | Номинација     | [ 163 ]         |
| 2014 | Награда по избору народа                          | Омиљена глумица у комедији                                                                              | Апокалипса у Холивуду                    | Номинација     | [ 164 ]         |
| 2014 | Награда по избору тинејџера                       | Најбоља глумица у драми                                                                                 | Ноје                                     | Номинација     | [ 165 ]         |
| 2014 | Британска награда                                 | Британски уметник године                                                                                | Н/Д                                      | Освојено       | [ 166 ]         |
| 2014 | Британска модна награда                           | Најбољи британски стил                                                                                  | Н/Д                                      | Освојено       | [ 118 ]         |
| 2017 | МТВ филмске награде                               | Најбоља улога у филму                                                                                   | Лепотица и звер                          | Освојено       | [ 167 ]         |
| 2017 | МТВ филмске награде                               | Најбољи пољубац (поделила са Деном Стивенсом)                                                           | Лепотица и звер                          | Номинација     | [ 167 ]         |
| 2017 | Награда по избору тинејџера                       | Најбоља глумица – сај-фај/фантастика                                                                    | Лепотица и звер                          | Освојено       | [ 168 ]         |
| 2017 | Награда по избору тинејџера                       | Најбоља постава (поделила са Деном Стивенсом)                                                           | Лепотица и звер                          | Освојено       | [ 168 ]         |
| 2017 | Награда по избору тинејџера                       | Најбољи пољубац (поделила са Деном Стивенсом)                                                           | Лепотица и звер                          | Освојено       | [ 168 ]         |
| 2017 | Награда по избору тинејџера                       | Најбоља глумица у драми                                                                                 | Круг                                     | Освојено       | [ 168 ]         |
| 2018 | Награда Златна малина                             | Најгора глумица                                                                                         | Круг                                     | Номинација     | [ 169 ]         |
| 2018 | Награда Емпајр                                    | Најбоља глумица                                                                                         | Лепотица и звер                          | Номинација     | [ 170 ]         |
| 2018 | Аустралијска награда по избору деце               | Омиљена глумица                                                                                         | Лепотица и звер                          | Номинација     | [ 171 ]         |
| 2018 | Награда Сатурн                                    | Најбоља глумица                                                                                         | Лепотица и звер                          | Номинација     | [ 172 ]         |
| 2018 | Награда по избору народа                          | Стилска звезда 2018.                                                                                    | Н/Д                                      | Номинација     | [ 173 ]         |
| 2019 | Награда Удружења филмских критичара из Вашингтона | Најбоља постава                                                                                         | Мале жене                                | Номинација     | [ 174 ]         |
| 2019 | Награда Удружења филмских критичара из Бостона    | Најбоља постава                                                                                         | Мале жене                                | Освојено       | [ 175 ] [ 176 ] |
| 2019 | Награда Круга филмских критичара са Флориде       | Најбоља постава                                                                                         | Мале жене                                | Освојено       | [ 177 ] [ 178 ] |
| 2019 | Награда Удружења филмских критичара из Сијетла    | Најбоља постава                                                                                         | Мале жене                                | Номинација     | [ 179 ]         |
| 2019 | Награда Чикаго Инди критичара                     | Најбоља постава                                                                                         | Мале жене                                | Номинација     | [ 180 ]         |
| 2020 | Награда Удружења филмских критичара из Остина     | Најбоља постава                                                                                         | Мале жене                                | Номинација     | [ 181 ] [ 182 ] |
| 2020 | Награда AARP                                      | Најбоља постава                                                                                         | Мале жене                                | Номинација     | [ 183 ]         |
| 2020 | Филмска награда по избору критичара               | Најбоља постава                                                                                         | Мале жене                                | Номинација     | [ 184 ]         |
| 2020 | Награда Удружења филмских критичара из Џорџије    | Најбоља постава                                                                                         | Мале жене                                | Освојено       | [ 185 ]         |